# رابین شوتن
رابین شوتن (انگلیسی: Robin Schouten؛ زادهٔ ۲۵ فوریهٔ ۱۹۹۸) بازیکن فوتبال اهل پادشاهی هلند است که در حال حاضر برای باشگاه فوتبال امن بازی می‌کند.
از باشگاه‌هایی که در آن بازی کرده است می‌توان به باشگاه فوتبال ولندام و باشگاه فوتبال سوندریوسکه اشاره کرد.

## دوران باشگاهی
رابین شوتن در ۱۸ اوت ۲۰۱۷ برای باشگاه فوتبال یونگ آژاکس در بازی مقابل باشگاه فوتبال کامبور اولین بازی خود را در لیگ دسته اول فوتبال هلند انجام داد.
او در ژوئیه ۲۰۱۹ به باشگاه فوتبال ناک بردا منتقل شد. پس از دو سال، شوتن به دانمارک رفت و در ۲۵ اوت ۲۰۲۱ به باشگاهی از سوپر لیگ فوتبال دانمارک، باشگاه فوتبال سوندریوسکه پیوست و قراردادی تا ژوئن ۲۰۲۴ امضا کرد. در ۲۰ ژوئن ۲۰۲۲، شوتن به وطن خود بازگشت و قرارداد قرضی یک‌ساله‌ای با باشگاه فوتبال دی گرافشاپ امضا کرد. در ۱۰ اوت ۲۰۲۳، پس از بازگشت از انتقال قرضی، باشگاه فوتبال سوندریوسکه تأیید کرد که طرفین به توافق متقابل برای فسخ قرارداد شوتن دست یافته‌اند.
در ۱۲ اوت ۲۰۲۳، شوتن قراردادی دو ساله با امن امضا کرد.